# Frederiks (by)
Frederiks er en by i Midtjylland med 1.796 indbyggere  (2024), beliggende 8 km nordøst for Karup, 32 km nordøst for Herning, 31 km sydøst for Skive og 18 km sydvest for Viborg. Byen hører til Viborg Kommune og ligger i Region Midtjylland. I 1970-2006 hørte den til Karup Kommune.
Frederiks hører til Frederiks Sogn. Frederiks Kirke ligger i den nordvestlige ende af byen.

## Faciliteter
- Frederiks Skole har 394 elever, fordelt på 0.-9. klassetrin, samt 46 ansatte. Der er SFO for 0.-3. klasse og klub for 4.-7. klasse.[2]
- Børnehuset Trekløveren består af 2 huse: Sol O Mio i Frederiks og Regnbuen i Skelhøje. Begge er for 0-6 årige børn. Tilsammen har de 23 ansatte.[3]
- Alhedens Idræts- og Kulturcenter eller Alhede Hallerne er 2 haller med plads til henholdsvis 560 og 1080 personer. Kulturhuset, der er opført i 1996 sammen med Hal 2, har 2 sale. Der er fitnesscenter og svømmehal med et 25 m bassin, der har 28° varmt vand, og et lille varmtvandsbassin, der holder 32°.[4]
- Alhedens Idrætsforening (AIF) blev stiftet i 1922 og tilbyder en række idrætsgrene med base i Alhede Hallerne. Klubbens førstehold i fodbold spiller sine hjemmekampe på Frederiks Stadion.
- Frederiks Friplejehjem har 24 boliger, der kan beboes af enlige eller par og er på 52 m² samt 9 m² terrasse.[5]
- Frederiks har Dagli'Brugs, 2 pizzeriaer, bageri, bibliotek, lægehus, og tandklinik. Desuden et fjernvarmesystem med naturgas, og hvor 22% af varmen er fra et solvarmeanlæg om sommeren, og 3 MW varmepumper.[6]

## Historie

### Kolonisterne
Frederiks opstod på den nordlige del af Alheden sydvest for Viborg. I Frederik 5.s tid hentede regeringen kolonister fra området ved Rhinen og Main til denne folketomme egn. I 1759 ankom de første kolonister, i alt 265 familier med 965 personer. Men Alheden er næsten vandret og skråner kun ganske svagt ned mod Karup Å, så der var ingen enge eller vandløb. Og de fleste kolonister var håndværkere uden kendskab til landbrug, så de fleste rejste tilbage eller tog andre steder hen. I 1768 var kun 49 familier med 241 personer tilbage i de to byer Frederikshede (nu Havredal) og Frederikshøj (nu Grønhøj). Ved Frederiks Kirke står en mindesten med efternavnene på de familier, der drog til Alheden. I 1984 blev 225-året for kolonisationen mindet ved opsætning af Ole Herolds skulptur "Kartoffelpigen". Efterkommerne af indvandrerne kaldes kartoffeltyskere.

### Frederiks Sogn
Midt mellem de to bebyggelser blev Frederiks Kirke opført i 1766 uden tårn og hvælvinger. I lang tid boede der i hver af byerne en teologisk kandidat, der forestod prædikerne mens præster fra Thorning og Fredericia besørgede andre kirkelige handlinger. Kirkesproget var oprindeligt tysk, men i 1856 blev det bestemt at det skulle være skiftevis tysk og dansk, og fra 1870 blev der kun brugt dansk.
Frederiks Sogn var langt større end Karup Sogn, både i areal og folketal, og i 1787 blev Karup Sogn anneks til Frederiks, så det blev præsten i Frederiks, der skulle prædike i Karup kirke. Først i 1974 blev Karup Sogn selvstændigt.

### Kongeskoven
På grænsen mellem Frederiks, Thorning og Vium sogne plantede man Kongeskoven, der består af 3 plantager: Stendals Plantage på 595 tønder land i 1790, Ulvedals Plantage på 433 tønder land i 1796 og Havredals Plantage på 332 tønder land i 1828. I starten brugte man almindelig fyr, men den kunne ikke trives, så plantningen lykkedes først da man gik over til rødgran.

### Jernbanen
Da Herning-Viborg banen blev åbnet i 1906, fik Frederiks holdeplads. Den blev betjent af en ekspeditrice indtil 1909 og fik status som station i 1922. Persontrafikken på banen ophørte i 1971, men godstrafikken fortsatte til 1972. Banen blev officielt nedlagt i 1977, og sporet blev taget op i løbet af det følgende år.
I 1995 blev Alhedestien indviet. Den følger det meste af den gamle banestrækning og passerer også det gamle stationsterræn i Frederiks. Stationsbygningen, der var tegnet af arkitekt Heinrich Wenck, er bevaret på Jernbanegade 8.

### Stationsbyen
Stationen blev anlagt på bar mark, men det lave målebordsblad fra 1900-tallet viser at der var kommet kro, skole, savværk, smedje, vandværk og telefoncentral til Frederiks Stationsby, som endnu i 1916 talte blot 32 ejendomme.
Frederiks Kro blev solgt til en fynsk ejendomsudvikler 1. august 2018, men den står tom nu.

### Folketal
| 1916 | 1921 | 1925 | 1930 | 1935 | 1950 | 1955 | 1960  | 1976  | 1981  | 1990 | 2005 |
| ---- | ---- | ---- | ---- | ---- | ---- | ---- | ----- | ----- | ----- | ---- | ---- |
| 174  | 212  | 242  | 255  | 286  | 538  | 545  | 1.272 | 1.533 | 1.631 | 1671 | 1705 |

Stationsbyens indbyggere var byboere. I 1930 ernæredes blot 7 indbyggere ved landbrug, 152 ved håndværk og industri, 17 ved handel og omsætning, 34 ved samfærdsel, 4 ved immateriel virksomhed (liberale erhverv), 11 ved husgerning mens 30 var ude af erhverv.

## Galleri
- Mindesten ved kirken for de tyske kolonister
- Anlæg midt i byen med "Kartoffelpigen"
- Frederiks Kro
- Kroens rejsestald med ringe til tøjring af heste
- Frederiks Station med varehus fra vejsiden
- Stationen fra sporsiden med perronkant